# Démographie d'Artemare
 (juin 2023).
La mise en forme du texte ne suit pas les recommandations de Wikipédia : il faut le « wikifier ».
Les points d'amélioration suivants sont les cas les plus fréquents. Le détail des points à revoir est peut-être précisé sur la page de discussion.
- Les titres sont pré-formatés par le logiciel. Ils ne sont ni en capitales, ni en gras.
- Le texte ne doit pas être écrit en capitales (les noms de famille non plus), ni en gras, ni en italique, ni en « petit »…
- Le gras n'est utilisé que pour surligner le titre de l'article dans l'introduction, une seule fois.
- L'italique est rarement utilisé : mots en langue étrangère, titres d'œuvres, noms de bateaux, etc.
- Les citations ne sont pas en italique mais en corps de texte normal. Elles sont entourées par des guillemets français : « et ».
- Les listes à puces sont à éviter, des paragraphes rédigés étant largement préférés. Les tableaux sont à réserver à la présentation de données structurées (résultats, etc.).
- Les appels de note de bas de page (petits chiffres en exposant, introduits par l'outil «  Source ») sont à placer entre la fin de phrase et le point final[comme ça].
- Les liens internes (vers d'autres articles de Wikipédia) sont à choisir avec parcimonie. Créez des liens vers des articles approfondissant le sujet. Les termes génériques sans rapport avec le sujet sont à éviter, ainsi que les répétitions de liens vers un même terme.
- Les liens externes sont à placer uniquement dans une section « Liens externes », à la fin de l'article. Ces liens sont à choisir avec parcimonie suivant les règles définies. Si un lien sert de source à l'article, son insertion dans le texte est à faire par les notes de bas de page.
- La présentation des références doit suivre les conventions bibliographiques. Il est recommandé d'utiliser les modèles {{Ouvrage}}, {{Chapitre}}, {{Article}}, {{Lien web}} et/ou {{Bibliographie}}. Le mode d'édition visuel peut mettre en forme automatiquement les références.
- Insérer une infobox (cadre d'informations à droite) n'est pas obligatoire pour parachever la mise en page.

Pour une aide détaillée, merci de consulter Aide:Wikification.
Si vous pensez que ces points ont été résolus, vous pouvez retirer ce bandeau et améliorer la mise en forme d'un autre article.
La démographie d'Artemare est caractérisée par une densité forte et une population en croissance forte depuis 1960.
En 2014, Artemare compte 1 193  habitants, soit une évolution de 11 % par rapport à 2006. La commune occupait le 144e rang en nombre d'habitants sur les 419 communes que compte le département.
L'évolution démographique, les indicateurs démographiques, la pyramide des âges, l'état matrimonial, les caractéristiques de l'emploi et le niveau de formation sont détaillés ci-après.

## Évolution démographique
L'évolution du nombre d'habitants est connue à travers les recensements de la population effectués périodiquement dans la commune depuis 1793. 
Le maximum de la population semble donc avoir été atteint vers 2014 avec 1 193 habitants.
Une réforme du mode de recensement permet à l'Insee de publier les populations légales des communes annuellement à partir de 2006. Pour les communes de moins de 10 000 habitants, les recensements ont lieu tous les cinq ans, les populations légales intermédiaires sont quant à elles estimées par calcul. Le premier recensement exhaustif de la commune entrant dans le cadre de ce nouveau dispositif a eu lieu en 2006.
En 2014, Artemare compte 1 193  habitants, soit une évolution de 11 % par rapport à 2006. La commune occupe le 144e rang en nombre d'habitants, sur les 419 communes que compte le département.
| 1793 | 1800 | 1806 | 1821 | 1831 | 1836 | 1841 | 1846 | 1851 |
| ---- | ---- | ---- | ---- | ---- | ---- | ---- | ---- | ---- |
| 239  | 267  | 286  | 319  | 319  | 493  | 421  | 429  | 437  |

| 1856 | 1861 | 1866 | 1872 | 1876 | 1881 | 1886 | 1891 | 1896  |
| ---- | ---- | ---- | ---- | ---- | ---- | ---- | ---- | ----- |
| 423  | 445  | 780  | 822  | 806  | 873  | 845  | 963  | 1 085 |

| 1901 | 1906 | 1911  | 1921 | 1926 | 1931 | 1936 | 1946 | 1954 |
| ---- | ---- | ----- | ---- | ---- | ---- | ---- | ---- | ---- |
| 960  | 934  | 1 013 | 981  | 906  | 956  | 909  | 738  | 787  |

| 1962 | 1968 | 1975 | 1982 | 1990 | 1999 | 2006  | 2011  | 2014  |
| ---- | ---- | ---- | ---- | ---- | ---- | ----- | ----- | ----- |
| 743  | 838  | 810  | 914  | 961  | 970  | 1 074 | 1 140 | 1 193 |

## Indicateurs démographiques

### Densité
La densité de la population de Artemare est passée de 223,5 habitants/km2 en 1968 à 296,5 en 2009. Cette densité est, en 2009, 2,9 fois plus forte que la densité moyenne du département de l'Ain (102,2) et 2,6 fois que celle de la France métropolitaine (114,8).
Cet indicateur se situe au 39e rang au niveau départemental (sur 419 communes) et au 2 779e au niveau national (France métropolitaine), sur 36 575 communes.
| \| \| Artemare \| Artemare \| Artemare \| Artemare \| Artemare \| Artemare \| Ain \| France \| \| \| 1968 \| 1975 \| 1982 \| 1990 \| 1999 \| 2009 \| 2009 \| 2009 \| \| ------------------------- \| -------- \| -------- \| -------- \| -------- \| -------- \| -------- \| ------- \| ---------- \| \| Population \| 838 \| 810 \| 914 \| 961 \| 970 \| 1112 \| 588 853 \| 62 465 709 \| \| Densité moyenne (hab/km²) \| 223,5 \| 216 \| 243,7 \| 256,3 \| 258,7 \| 296,5 \| 102,2 \| 114,8 \| |          |          |          |          |          |          |         |            |
| | Artemare | Artemare | Artemare | Artemare | Artemare | Artemare | Ain     | France     |
| | 1968     | 1975     | 1982     | 1990     | 1999     | 2009     | 2009    | 2009       |
| Population | 838      | 810      | 914      | 961      | 970      | 1112     | 588 853 | 62 465 709 |
| Densité moyenne (hab/km²) | 223,5    | 216      | 243,7    | 256,3    | 258,7    | 296,5    | 102,2   | 114,8      |

### Soldes naturels et migratoires
L'augmentation moyenne annuelle a augmenté depuis les années 1970. De -0,5 % sur la période 1968-1975, elle est passée à 1,4 % sur la période 1999-2009, quand celle du département de l'Ain a baissé de 1,5 % à 1,3 %. Le solde naturel annuel, qui est la différence entre  le nombre de naissances et le nombre de décès enregistrés au cours d'une même année, connaît une forte augmentation, puisque la variation annuelle due au solde naturel passe de -0,3 à -0,1. La baisse du taux de natalité, qui passe de 13,7 % à 9,5 %, est en fait relativement compensée par la baisse du taux de mortalité, qui parallèlement passe de 10,9 à 8,6.
Le flux migratoire est en  hausse, le taux annuel passant de -0,2 à 1,5 %, traduisant une hausse des implantations nouvelles dans la commune.
Le taux de natalité est passé de 13,7 ‰ sur la période 1968-1975 à 9,5 ‰  sur la période 1999-2009.  Celui du département était sur la période 1999-2009 de 12,5 ‰ et celui de la France métropolitaine de  12,8 ‰.
Le taux de mortalité est quant à lui passé de 17 ‰ sur la période 1968-1975 à 10,6 ‰  sur la période 1999-2009. Celui du département était sur cette dernière période de 7,6 ‰ et celui de la France de 8,8 ‰.
| Evolution sur la période 1968-2009 \| \| \| 1968 à 1975 \| 1975 à 1982 \| 1982 à 1990 \| 1990 à 1999 \| 1999 à 2009 \| \| ----------- \| -------------------------------------------------- \| ----------- \| ----------- \| ----------- \| ----------- \| ----------- \| \| Commune \| Variation annuelle moyenne de la population (en %) \| -0,5 \| 1,7 \| 0,6 \| 0,1 \| 1,4 \| \| Commune \| - due au solde naturel (en %) \| -0,3 \| -0,4 \| 0,1 \| -0,1 \| -0,1 \| \| Commune \| - due au solde apparent des entrées sorties (en %) \| -0,2 \| 2,1 \| 0,5 \| 0,2 \| 1,5 \| \| Commune \| Taux de natalité (en ‰) \| 13,7 \| 12 \| 12,4 \| 10,4 \| 9,5 \| \| Commune \| Taux de mortalité (en ‰) \| 17 \| 16,2 \| 11,6 \| 11,4 \| 10,6 \| \| Département \| Variation annuelle moyenne de la population (en %) \| 1,5 \| 1,5 \| 1,5 \| 1 \| 1,3 \| \| France \| Variation annuelle moyenne de la population (en %) \| 0,8 \| 0,5 \| 0,5 \| 0,4 \| 0,7 \| | Mouvements naturels sur la période 1999-2009 Naissances Décès |             |             |             |             |             |
| |                                                               | 1968 à 1975 | 1975 à 1982 | 1982 à 1990 | 1990 à 1999 | 1999 à 2009 |
| Commune | Variation annuelle moyenne de la population (en %)            | -0,5        | 1,7         | 0,6         | 0,1         | 1,4         |
| Commune | - due au solde naturel (en %)                                 | -0,3        | -0,4        | 0,1         | -0,1        | -0,1        |
| Commune | - due au solde apparent des entrées sorties (en %)            | -0,2        | 2,1         | 0,5         | 0,2         | 1,5         |
| Commune | Taux de natalité (en ‰)                                       | 13,7        | 12          | 12,4        | 10,4        | 9,5         |
| Commune | Taux de mortalité (en ‰)                                      | 17          | 16,2        | 11,6        | 11,4        | 10,6        |
| Département | Variation annuelle moyenne de la population (en %)            | 1,5         | 1,5         | 1,5         | 1           | 1,3         |
| France | Variation annuelle moyenne de la population (en %)            | 0,8         | 0,5         | 0,5         | 0,4         | 0,7         |

## Pyramide des âges
La pyramide des âges, à savoir la répartition par sexe et âge de la population, de la commune de Artemare en 2009 ainsi que, comparativement, celle du département de l'Ain la même année, sont représentées avec les graphiques ci-dessous.
La population de la commune comporte 49 % d'hommes et 51 % de femmes. Les tranches pour lesquelles le déséquilibre est le plus prononcé en faveur des femmes sont les tranches 60-74 ans (+9,5 % de femmes), 75-90 ans (+32,1 % de femmes) et 90 ans et + (+42,9 % de femmes).

Le taux de personnes de 60 ans et plus reste stable entre 1999 et 2009 et relativement élevé (27 ), alors que parallèlement les populations du département et de la France ont quant à elles vieilli (passant respectivement de 18 à 20 % pour le Département et de 20 à 23 % pour la France métropolitaine. 
| \| \| Artemare \| Artemare \| Artemare \| Artemare \| Ain \| Ain \| France \| France \| \| \| 2009 \| 2009 \| 1999 \| 1999 \| 2009 \| 1999 \| 2009 \| 1999 \| \| -------------- \| -------- \| -------- \| -------- \| -------- \| ---- \| ---- \| ------ \| ------ \| \| \| nb \| % \| nb \| % \| % \| % \| % \| % \| \| Ensemble \| 1112 \| 100 \| 970 \| 100 \| 100 \| 100 \| 100 \| 100 \| \| 0-14 ans \| 198 \| 18 \| 164 \| 17 \| 21 \| 21 \| 18 \| 19 \| \| 15-29 ans \| 146 \| 13 \| 171 \| 18 \| 17 \| 19 \| 19 \| 20 \| \| 30-44 ans \| 222 \| 20 \| 192 \| 20 \| 22 \| 23 \| 20 \| 22 \| \| 45-59 ans \| 241 \| 22 \| 187 \| 19 \| 20 \| 19 \| 20 \| 18 \| \| 60-74 ans \| 194 \| 17 \| 172 \| 18 \| 13 \| 12 \| 14 \| 13 \| \| 75 ans ou plus \| 110 \| 10 \| 84 \| 9 \| 7 \| 6 \| 9 \| 7 \| | 1999 2009 |          |          |          |      |      |        |        |
| | Artemare  | Artemare | Artemare | Artemare | Ain  | Ain  | France | France |
| | 2009      | 2009     | 1999     | 1999     | 2009 | 1999 | 2009   | 1999   |
| | nb        | %        | nb       | %        | %    | %    | %      | %      |
| Ensemble | 1112      | 100      | 970      | 100      | 100  | 100  | 100    | 100    |
| 0-14 ans | 198       | 18       | 164      | 17       | 21   | 21   | 18     | 19     |
| 15-29 ans | 146       | 13       | 171      | 18       | 17   | 19   | 19     | 20     |
| 30-44 ans | 222       | 20       | 192      | 20       | 22   | 23   | 20     | 22     |
| 45-59 ans | 241       | 22       | 187      | 19       | 20   | 19   | 20     | 18     |
| 60-74 ans | 194       | 17       | 172      | 18       | 13   | 12   | 14     | 13     |
| 75 ans ou plus | 110       | 10       | 84       | 9        | 7    | 6    | 9      | 7      |

## État matrimonial
En 2009, la commune compte 32 % de célibataires, 49,1 % de personnes mariées, 9,8 % de veufs ou veuves et 9,1 % de divorcé(e)s. Le taux de personnes mariées apparaît ainsi inférieur à celui du département (52,5 %) et supérieur à celui de la France (47,5 %).
| \| \| Artemare \| Artemare \| Artemare \| Ain \| France \| \| ------------- \| -------- \| -------- \| -------- \| ------ \| ------ \| \| \| Hommes \| Femmes \| Total \| Total \| Total \| \| Célibataires \| 36,9 % \| 27,6 % \| 32 % \| 33,3 % \| 37,5 % \| \| Marié(e)s \| 52,2 % \| 46,1 % \| 49,1 % \| 52,5 % \| 47,5 % \| \| Veufs, veuves \| 2,7 % \| 16,4 % \| 9,8 % \| 6,8 % \| 7,7 % \| \| Divorcé(e)s \| 8,2 % \| 9,9 % \| 9,1 % \| 7,4 % \| 7,4 % \| |          |          |          |        |        |
| | Artemare | Artemare | Artemare | Ain    | France |
| | Hommes   | Femmes   | Total    | Total  | Total  |
| Célibataires | 36,9 %   | 27,6 %   | 32 %     | 33,3 % | 37,5 % |
| Marié(e)s | 52,2 %   | 46,1 %   | 49,1 %   | 52,5 % | 47,5 % |
| Veufs, veuves | 2,7 %    | 16,4 %   | 9,8 %    | 6,8 %  | 7,7 %  |
| Divorcé(e)s | 8,2 %    | 9,9 %    | 9,1 %    | 7,4 %  | 7,4 %  |

## Emploi
En 2009, les employés représentent, avec 148 emplois, la catégorie socioprofessionnelle la plus importante de la population active de la commune (15,7 % contre 16,1 au niveau départemental). En 1999, ils étaient 140 et représentaient 17,1 % de la population active.
La commune compte par ailleurs, en 2009, 382 retraités, soit 40,5 % de la population de la commune et 13,2 % de plus que le taux départemental. Cet écart s'est toutefois réduit par rapport à celui de 1999 puisqu'il était alors de 3,5 %.
| \| \| Artemare \| Artemare \| Artemare \| Artemare \| Ain \| Ain \| France \| France \| \| ------------------------------------------------- \| -------- \| -------- \| -------- \| -------- \| ---- \| ---- \| ------ \| ------ \| \| 2009 \| 2009 \| 1999 \| 1999 \| 2009 \| 1999 \| 2009 \| 1999 \| \| \| nb \| % \| nb \| % \| % \| % \| % \| % \| \| \| Ensemble \| 944 \| 100 \| 820 \| 100 \| 100 \| 100 \| 100 \| 100 \| \| Agriculteurs exploitants \| 0 \| 0 \| 12 \| 1,5 \| 0,9 \| 1,4 \| 1 \| 1,4 \| \| Artisans, commerçants, chefs d'entreprise \| 27 \| 2,9 \| 36 \| 4,4 \| 3,7 \| 4,2 \| 3,3 \| 3,5 \| \| Cadres et professions intellectuelles supérieures \| 39 \| 4,1 \| 28 \| 3,4 \| 8 \| 5,9 \| 8,7 \| 6,7 \| \| Professions intermédiaires \| 70 \| 7,4 \| 68 \| 8,3 \| 15,5 \| 13,2 \| 13,9 \| 12,1 \| \| Employés \| 148 \| 15,7 \| 140 \| 17,1 \| 16,8 \| 16,1 \| 16,6 \| 16,5 \| \| Ouvriers \| 133 \| 14,1 \| 180 \| 22 \| 16,8 \| 18,6 \| 13,5 \| 14,9 \| \| Retraités \| 382 \| 40,5 \| 212 \| 25,9 \| 24,2 \| 20,9 \| 26,2 \| 22,4 \| \| Autres personnes sans activité professionnelle \| 145 \| 15,3 \| 144 \| 17,6 \| 14 \| 19,8 \| 16,9 \| 22,6 \| | 1999 2009 |          |          |          |      |      |        |        |
| | Artemare  | Artemare | Artemare | Artemare | Ain  | Ain  | France | France |
| 2009 | 2009      | 1999     | 1999     | 2009     | 1999 | 2009 | 1999   |        |
| nb | %         | nb       | %        | %        | %    | %    | %      |        |
| Ensemble | 944       | 100      | 820      | 100      | 100  | 100  | 100    | 100    |
| Agriculteurs exploitants | 0         | 0        | 12       | 1,5      | 0,9  | 1,4  | 1      | 1,4    |
| Artisans, commerçants, chefs d'entreprise | 27        | 2,9      | 36       | 4,4      | 3,7  | 4,2  | 3,3    | 3,5    |
| Cadres et professions intellectuelles supérieures | 39        | 4,1      | 28       | 3,4      | 8    | 5,9  | 8,7    | 6,7    |
| Professions intermédiaires | 70        | 7,4      | 68       | 8,3      | 15,5 | 13,2 | 13,9   | 12,1   |
| Employés | 148       | 15,7     | 140      | 17,1     | 16,8 | 16,1 | 16,6   | 16,5   |
| Ouvriers | 133       | 14,1     | 180      | 22       | 16,8 | 18,6 | 13,5   | 14,9   |
| Retraités | 382       | 40,5     | 212      | 25,9     | 24,2 | 20,9 | 26,2   | 22,4   |
| Autres personnes sans activité professionnelle | 145       | 15,3     | 144      | 17,6     | 14   | 19,8 | 16,9   | 22,6   |

## Niveau de formation
Le taux de personnes non scolarisées sans diplôme a diminué entre 1999 (19,2 %) et 2009 (16,1 %). Il est inférieur à celui de l'Ain (17,1 %)  et à celui de la France métropolitaine (18,3 %).
Parallèlement le taux de personnes titulaires d'un diplôme de l'enseignement supérieur long est passé de 3,5 % en 1999 à 6 % en 2009, un taux inférieur à celui de l'Ain (10,6 %)  et au taux national relatif à la France métropolitaine (12,7 %).
| \| \| Artemare \| Artemare \| Artemare \| Artemare \| Ain \| Ain \| France \| France \| \| --------------------------------------------------------- \| -------- \| -------- \| -------- \| -------- \| ---- \| ---- \| ------ \| ------ \| \| 2009 \| 2009 \| 1999 \| 1999 \| 2009 \| 1999 \| 2009 \| 1999 \| \| \| nb \| % \| nb \| % \| % \| % \| % \| % \| \| \| \| 860 \| 100 \| 740 \| 100 \| 100 \| 100 \| 100 \| 100 \| \| Aucun diplôme \| 138 \| 16,1 % \| 142 \| 19,2 % \| 17,1 \| 18,4 \| 18,3 \| 20 \| \| Titulaires du certificat d'études primaires \| 122 \| 14,2 % \| 185 \| 25 % \| 11,2 \| 18,4 \| 11,1 \| 17,6 \| \| Titulaires du BEPC, brevet des collèges \| 46 \| 5,3 % \| 51 \| 6,9 % \| 5,7 \| 7,4 \| 6,3 \| 8,1 \| \| Titulaires d'un CAP ou d'un BEP \| 289 \| 33,6 % \| 216 \| 29,2 % \| 26,5 \| 27,6 \| 24 \| 25 \| \| Titulaires d'un baccalauréat ou d'un brevet professionnel \| 121 \| 14,1 % \| 75 \| 10,1 % \| 16,4 \| 12,4 \| 15,9 \| 12,1 \| \| Titulaires d'un diplôme de l'enseignement supérieur court \| 93 \| 10,8 % \| 45 \| 6,1 % \| 16,4 \| 8,8 \| 11,8 \| 8,5 \| \| Titulaires d'un diplôme de l'enseignement supérieur long \| 52 \| 6 % \| 26 \| 3,5 % \| 10,6 \| 7 \| 12,7 \| 8,8 \| | 1999 2009 |          |          |          |      |      |        |        |
| | Artemare  | Artemare | Artemare | Artemare | Ain  | Ain  | France | France |
| 2009 | 2009      | 1999     | 1999     | 2009     | 1999 | 2009 | 1999   |        |
| nb | %         | nb       | %        | %        | %    | %    | %      |        |
| | 860       | 100      | 740      | 100      | 100  | 100  | 100    | 100    |
| Aucun diplôme | 138       | 16,1 %   | 142      | 19,2 %   | 17,1 | 18,4 | 18,3   | 20     |
| Titulaires du certificat d'études primaires | 122       | 14,2 %   | 185      | 25 %     | 11,2 | 18,4 | 11,1   | 17,6   |
| Titulaires du BEPC, brevet des collèges | 46        | 5,3 %    | 51       | 6,9 %    | 5,7  | 7,4  | 6,3    | 8,1    |
| Titulaires d'un CAP ou d'un BEP | 289       | 33,6 %   | 216      | 29,2 %   | 26,5 | 27,6 | 24     | 25     |
| Titulaires d'un baccalauréat ou d'un brevet professionnel | 121       | 14,1 %   | 75       | 10,1 %   | 16,4 | 12,4 | 15,9   | 12,1   |
| Titulaires d'un diplôme de l'enseignement supérieur court | 93        | 10,8 %   | 45       | 6,1 %    | 16,4 | 8,8  | 11,8   | 8,5    |
| Titulaires d'un diplôme de l'enseignement supérieur long | 52        | 6 %      | 26       | 3,5 %    | 10,6 | 7    | 12,7   | 8,8    |